# Online Copyright Infringement Liability Limitation Act
L'Online Copyright Infringement Liability Limitation Act (OCILLA) è una legge federale degli Stati Uniti d'America sul copyright, che limita la responsabilità degli Online Service Provider (compresi dunque gli Internet Service Provider) e degli altri intermediari che operano su Internet in caso di violazioni dirette del copyright o in caso di violazioni compiute da terzi attraverso i servizi offerti da queste aziende, a patto che vengano osservate determinate procedure.
L'OCILLA è stato approvato come parte del Digital Millennium Copyright Act e viene chiamato anche "Safe Harbor provision" (ossia "provvedimento porto sicuro") oppure "DMCA 512", dal momento che il provvedimento aggiunge la sezione 512 al Titolo 17 del Codice degli Stati Uniti. Attraverso questa esenzione condizionata, l'OCILLA tenta di riequilibrare gli interessi sia dei detentori dei diritti di sfruttamento commerciale di un'opera e gli utenti del web.